# 井上俊清
井上 俊清（いのうえ としきよ、生没年不詳）は、南北朝時代の武将。越中守護。蔵人、宮内権少輔、左京権大夫入道暁悟。松倉城主。姓は父普門院法印の号をとって普門とも称した。『太平記』には「普門蔵人利清」として登場している。

## 生涯
系譜は不詳ながら、信濃源氏井上氏の一族とも、旧国衙在庁官人の流れともいわれ、鎌倉時代には越中守護名越氏の有力被官となっていたとみられる。元弘の乱に際して俊清は北条氏に反旗を翻して名越時有打倒に貢献し、建武政権下で越中守護に任じられる。その後足利尊氏に味方して宮方の越中国司中院定清を能登石動山に攻め滅ぼした。
康永3年（1344年）、東大寺領の違乱行為等によって守護職を罷免され、所領も没収され追討を受ける身となる。俊清は越後の南朝勢と連携して能登守護吉見頼隆と激しく戦ったが、貞和2年（1346年）閏9月、降伏した。俊清は助命されたが、翌年11月に再び挙兵し、抵抗を続けた。
観応の擾乱が勃発すると、尊氏方により一時は越中守護に環任せられ、桃井直常討伐に従事するも、その後再び幕府に敵対しており、延文4年（1359年）10月、吉見勢により越後境に追われ、以後の消息を絶っている。